# Гідротермальний вибух

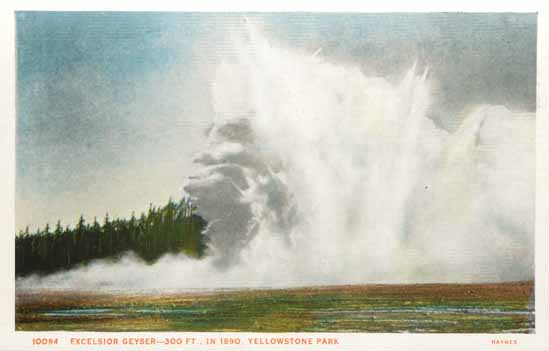
Гідротермальний вибух

Гідротермальний вибух — природне явище, що має форму вибуху, відбувається при раптовому вивільненні великого об'єму перегрітої води, що перебуває під тиском, внаслідок чого відбувається швидке перетворення рідини на газоподібний стан із супутнім руйнуванням шарів ґрунту, які стримують потік газу, що проходить. Фізична природа гідротермальних вибухів аналогічна природі утворення гейзера, але на відміну від останніх, енергія потоку, що вивільняється, достатня для утворення і винесення на поверхню великої кількості уламкового матеріалу, а повторюваність подібних подій у конкретній місцевості обчислюється тривалішими проміжками часу.
Як правило, відбуваються у вулканічно активних районах, але безпосередньо не пов'язані з поточною активністю магматичного вогнища вулкана. Залежно від сили виверження, розкид уламків може відбуватися на відстань від декількох метрів до декількох кілометрів.

## Причини вивержень
Гідротермальні вибухи відбуваються в районах з ізольованими підземними резервуарами під тиском, які або містять воду, розігріту до температури вище за точку кипіння при нормальних умовах, або містять гарячу воду з великою кількістю розчиненого в ній газу. Раптове зниження тиску приводить до різкої зміни агрегатного стану речовини з рідкого на газоподібний, що призводить до швидкого вивільнення резервуару і розльоту уламків.
Наприкінці останнього льодовикового періоду значна кількість гідротермальних вивержень була викликана відступом льодовиків. Іншими можливими причинами є землетруси, ерозія ґрунту або гідророзрив пластів ґрунту.

## Відомі виверження
На території Єллоустонського національного парку в США гідротермальні вибухи з утворенням кальдери відбуваються з періодичністю приблизно раз на 700 років. Значні виверження в цьому районі також мали місце наприкінці останнього льодовикового періоду, коли разом з відступом льодовика відбувалося осушення озер і зниження зовнішнього тиску на водоносні шари. У Єллоустоуні утворення великих гідротермальних кратерів відбувалося від 14 тисяч до трьох тисяч років тому, що, можливо, також було пов'язано з підповерхневою активізацією вулкана в цей період.